# 前53年
| 千纪： | 前1千纪 |
| 世纪： | 前2世纪 \| 前1世纪 \| 1世纪                                                                                |
| 年代： | 前80年代 \| 前70年代 \| 前60年代 \| 前50年代 \| 前40年代 \| 前30年代 \| 前20年代                           |
| 年份： | 前58年 \| 前57年 \| 前56年 \| 前55年 \| 前54年 \| 前53年 \| 前52年 \| 前51年 \| 前50年 \| 前49年 \| 前48年 |
| 纪年： | 西汉甘露元年                                                                                               |

## 大事记
- 罗马共和国
  - 克拉苏在叙利亚卡雷战役中大败于帕提亚军队，身亡，6个罗马军团全军覆没。

## 出生
- 扬雄，西汉哲学家、文学家、语言学家（18年去世）